# PS Medway Queen
Le PS Medway Queen  est un ancien bateau à roues à aubes pour un service de ferry sur la rivière Medway et dans l'estuaire de la Tamise de 1924 à 1964. Sauvé de la démolition, il est d'abord utilisé  comme boîte de nuit à la Marina de l'Île de Wight avant d'être racheté définitivement, en 1985, par la Medway Queen Preservation Society en vue de sa préservation.
Ce bâtiment est inscrit au registre du National Historic Ships  depuis 1993 et il est aussi l'un des nombreux bateaux de la National Historic Fleet.

## Histoire
Le PS Medway Queen a été construit en 1924 au Ailsa Shipbuilding Company à Troon en Écosse, pour la nouvelle compagnie  Medway Steam Packet Company basée à  Rochester. Il a d'abord navigué sur la Tamise sur les itinéraires de Strood et Chatham, à Sheerness, Herne Bay et Margate dans le Kent, Clacton et Southend dans l'Essex. Le 3 août 1929, le Medway Queen est entré en collision avec le Southend Pier (en) et a subi d'importants dommages.
Après avoir participé à la revue navale pour le Sacre de George VI à Spithead en 1937, Medway Queen est doté d'un moteur au fioul au chantier Wallsend Slipway & Engineering Company en 1938.

## Seconde Guerre mondiale
Réquisitionné par la Royal Navy comme dragueur de mines, il a été immatriculé J 48 durant la Seconde Guerre mondiale dans la 10e flottille de déminage de la Manche. Il a été modifié au chantier naval de la General Steam Navigation Company de Deptford Creek. En mai 1940, équipé d'un canon de 12 livres et de deux mitrailleuses, il a participé à l'Opération Dynamo pour protéger la retraite des soldats de l'armée britannique à Dunkerque. Un des petits navires de Dunkerque, il sauva près de 7 000 hommes lors de sept rotations et abattit trois avions ennemis. Il obtint la distinction The Heroine of Dunkirk.

## Retour au service
Reconstruit par Thorneycrofts de Southampton en 1946, il est revenu au service civil avec la New Medway Steam Packet Company pour la saison 1947. Le PS Medway Queen a participé à la revue navale de 1953 à Spithead pour le couronnement de la reine Élisabeth II.
Il a fait son dernier voyage le 8 septembre 1963 pour être mis au rebut en Belgique. Le Daily Mail a fait campagne pour le sauver.

## Night-Club
Après avoir été sauvé de la démolition, le Medway Queen a finalement été vendu pour être utilisé comme boîte de nuit au Club-House de la marina à l'île de Wight. Le club a ouvert en 1966. En 1970, un navire plus grand, le PS Ryde, rebaptisé Ryde Queen le rejoignit pour, à terme, le remplacer.

## Conservation
En 1978, le Medway Queen a été acheté par des propriétaires privés voulant le préserver. Il devait être déplacé sur le port de plaisance de la rivière Medina, mais il a coulé à cause d'une brèche dans la coque. Il est resté sur place dans un état de détérioration croissante, jusqu'à ce qu'en 1984, il soit récupéré et déplacé à Cowes et de là, remorqué à Chatham sur une barge. En 1985, la Medway Queen Preservation Society est formée, avec l'intention de préserver le navire historique.
En 1987, il a été déplacé à Kingsnorth sur la péninsule de Hoo, mais il manquait des fonds pour le remettre en service. En 2006, la National Lottery et la National Heritage Memorial Fund sont convenues d'un programme de financement pour restaurer le navire. En octobre 2006, il a été convenu du démontage de la coque et de la récupération des pièces principales pour les stocker à Gillingham Pier dans un entrepôt de Chatham Dockyard.
En octobre 2008, l'association a signé un contrat avec Abels Shipbuilders (en) pour restaurer la coque à l'Albion Dry Dock à Bristol. Les travaux ont commencé en avril 2009 et devaient être achevé à l'été 2010. Le 27 juillet 2013, le navire a été relancé. Remorqué quelque temps plus tard, il est arrivé sur la rivière Medway le lundi 18 novembre 2013 à Gillingham.